# Marc Almond
Peter Mark Sinclair "Marc" Almond, (Southport, 1957. július 9. –) angol énekes-dalszerző és zenész. Almond a Soft Cell szintipop/new wave duó egyik tagja. Együttműködött Gene Pitney-vel is a "Something's Gotten Hold of My Heart" című dalon. Almond több mint négy évtizedes karrierje kritikus és kereskedelmi elismerésnek örvend, és több mint 30 millió lemezt adott el világszerte. 2004-ben egy majdnem végzetes motorbaleset után egy hónapot töltött kómában, majd a Headway nevű jótékonysági szervezet védnöke lett.
A 2018-as újévi kitüntetésen a Brit Birodalom Rendjének (OBE) tisztjévé nevezték ki a művészetek és a kultúra érdekében végzett szolgálataiért.

## Bibliográfia
- 1988 The Angel of Death in the Adonis Lounge (ISBN 0-85449-079-5)
- 1999 A Beautiful Twisted Night (verseinek és dalszövegeinek antológiája, ISBN 1-899858-86-5, ISBN 1-84166-023-X)
- 1999 Tainted Life (önéletrajz, ISBN 0-283-06340-8, ISBN 0-330-37201-7)
- 2001 The End of New York (ISBN 1-84166-057-4)
- 2004 In Search of the Pleasure Palace (Disreputable Travels) (ISBN 0-283-07313-6)